# ياني جيلمان
ياني جيلمان (بالإنجليزية: Yani Gellman)‏ هو ممثل كندي وأمريكي، ولد في 2 سبتمبر 1985 بميامي في الولايات المتحدة.

## أعمال

### أفلام
- (2000)  فاينال كت[4]
- (2001) جيسون إكس
- (2017) 47 مترا لأسفل

### مسلسلات
- الكاذبات الصغيرات الجميلات
- عقول إجرامية
- كاسل

## وصلات خارجية
- ياني جيلمان على موقع IMDb (الإنجليزية)
- ياني جيلمان على موقع ألو سيني (الفرنسية)
- ياني جيلمان على موقع أول موفي (الإنجليزية)
- ياني جيلمان على موقع قاعدة بيانات الأفلام السويدية (السويدية)
- ياني جيلمان على موقع قاعدة بيانات الفيلم (الإنجليزية)
- ياني جيلمان على موقع كينوبويسك (الروسية)